# Amaral (groupe)
Pour les articles homonymes, voir Amaral.
Amaral est un groupe de pop rock, et rock,,,,,,,, espagnol, originaire de Saragosse, Aragón. Il est formé en 1992 par Eva Amaral (chant et auteur) et Juan Aguirre (guitare et composition). En 2017, le groupe compte huit albums studio, une édition spéciale et deux DVD live.
Estrella de mar, leur album le mieux vendu est inclus dans la liste des « 50 meilleurs disques de rock espagnol » établie par le magazine Rolling Stone. La chanson-titre est l'une des « 200 meilleures chansons de pop-rock espagnol »,,,,,,.

## Biographie

### Origines et débuts (1992–1999)
D'après un reportage effectué par El País, avant la formation d'Amaral, Eva étudiait pendant cinq ans à l'Escuela de Artes y Oficios de Saragosse. À 17 ans, elle devient serveuse dans un bar appelé l'Azul Rock Café. Elle étudie le chant lyrique et réalise à ce moment qu'elle avait une capacité vocale hors du commun. En 1992, elle fait la rencontre de Juan Aguirre avait qui elle s'associe pour former un groupe.
Ils décident de jouer leurs propres chansons dans de petites salles, en concert acoustique, et jouent en ouverture pour des artistes de renom tels que Willy Deville. C'est ainsi qu'Amaral commence à gagner en notoriété à Saragosse. L'un des premiers concerts du groupe s'effectue dans un amphithéâtre en plein air à Teruel en 1993. En 1995, ils sont finalistes d'un concours appelé Medio Kilo de Rock. À cet instant, ils recrutent le batteur de session José Antonio Querol. Puis Eva et Juan décident de s'élargir à d'autres régions espagnoles. Ils commencent sporadiquement à Madrid, puis s'installent dans la capitale en 1997 dans l'espoir de réussir dans le monde musical. En décembre 1997, ils jouent pour la première fois à la télévision (Canal +), en collaboration avec Amnesty International jouant Ellas Cantan Solas. En 1998, ils jouent la même chanson sur la chaine locale TVE 1 à l'émission El Séptimo de caballería. En 1998, ils signent avec le label Virgin Records, qui publie leur premier album studio, Amaral (1998), comprenant 13 chansons, et des collaborations avec le groupe Los Secretos.
Le 18 mai 1998 sort donc leur premier album, l'éponyme Amaral, produit par Pancho Varona. Avec un album en poche, Amaral se fraie un chemin à travers la scène musicale et gagne en popularité locale. Ils sortent cinq singles : Rosita, Voy a acabar contigo, No sé qué hacer con mi vida, Un día más et Tardes. La même année, ils participent au seul album d'Al Este del Edén : Eva au chant sur la chanson Ingenuo, et Juan à la guitare sur la chanson Una simple canción. La presse spécialisée accueille bien l'album.

### Una pequeña parte del mundo(2000–2001)
En 2000, après une tournée en soutien à son premier album, et après s'être fait connaitre dans la scène pop espagnole, Amaral part à Londres, au Royaume-Uni, pour enregistrer son deuxième album, intitulé Una pequeña parte del mundo, qui comprend 13 chansons, dont 12 originales et une reprise et une version de la chanson Nada de nada de Cecilia. Il est cette fois-ci produit par Cameron Jenkins, ancien ingénieur-son pour de George Michael et Elvis Costello des Rollings Stones. 
Ce deuxième album comprend quatre singes : Cómo hablar, Subamos al cielo, Cabecita loca, et Nada de nada. Promusicae indique en janvier 2007 que l'album Una pequeña parte del mundo s'est vendu à 80 000 exemplaires. Après cet album, le groupe devient un quintet classique formé aux côtés de Manolo Mejías à la basse, Carlos Gamón à la batterie, et Santi Comet aux claviers, offrant ainsi une base musicale solide. En 2001, ils sont sélectionnés par le SGAE représentant l'Espagne et pour le LAMC (Latin Alternative Music Conference) à New York. Un mois plus tard, ils participent au Rock en Ñ. En 2001, ils collaborent avec plusieurs artistes féminins pour le disque Mujer, contre la violence conjugale.

### Estrella de mar(2002–2004)

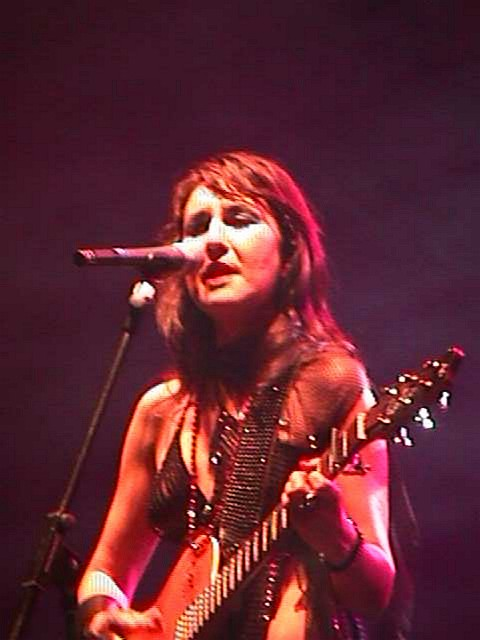
Eva Amaral pendant latournée Estrella de mar (2002).

Amaral entre de nouveau en studio, et encore une fois aux côtés du producteur Cameron Jenkins, pour un troisième album intitulé Estrella de mar. Il deviendra l'album le mieux vendu de l'année 2002 en Espagne. Grâce à lui, ils sont récompensés à de multiples reprises, notamment d'un MTV European Music Award dans la catégorie de « meilleur groupe espagnol », des 5 Premios de la Música, dans les catégories « révélation d'auteur » (pour Sin ti no soy nada), « révélation de groupe » (pour Estrella de mar), « meilleure chanson » (pour Sin ti no soy nada), « meilleur album pop » (pour Estrella de mar) et « meilleure chanson pop » (pour Sin ti no soy nada). L'album sera aussi distribué à l'international, notamment en 2003 aux États-Unis.
En juin 2002, ils jouent en ouverture pour Lenny Kravitz. En octobre 2002, ils jouent au Cículo de Bellas Artes de Madrid. Ils effectuent une grande tournée deux ans avec plus de 200 concerts. En 2003, Eva Amaral joue dans un métrage réalisé par Andreu Castro intitulé Flores para Maika.
En 2004, alors qu'Amaral se préparait à enregistrer un nouveau disque, Juan souffre d'une blessure à la main, ce qui provoque, sans compter le report des sessions d'enregistrement, Eva qui devra effectuer seule leur tournée en Espagne avec Bob Dylan. Leur album comptera au total plus de deux millions d'exemplaires vendus, et 700 000 en Espagne en 2003. Il compte six singles : Sin ti no soy nada, Te necesito, Toda la noche en la calle, Moriría por vos, Estrella de mar, et Salir corriendo.

### Pájaros en la cabeza(2005–2007)

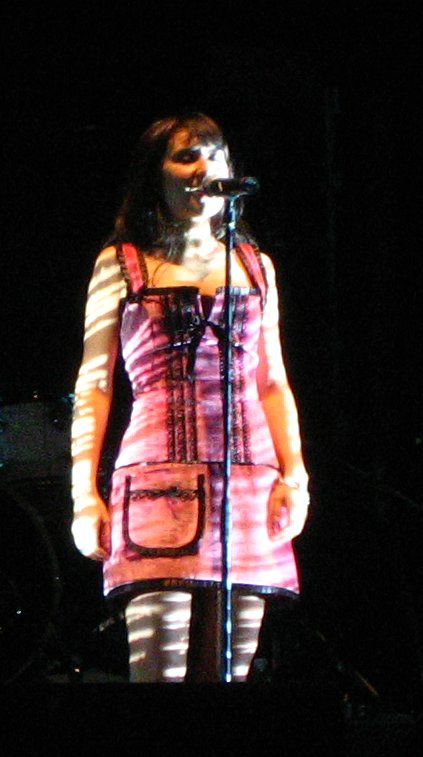
Eva Amaral, en concert à Fuenlabrada, Madrid en 2004.

En novembre 2004, Eva et Juan partent à Londres pour enregistrer un quatrième album, intitulé Pájaros en la cabeza, produit par Cameron Jenkins aux Eden Studios. L'album comprend 14 chansons. L'album est publié le 14 mars 2005 et est suivi en juin par une tournée en Espagne en 41 concerts, qui se conclut en octobre à Bilbao. Ils tourneront ensuite à l'international dans des pays comme le Mexique, le Chili et l'Argentine. Amaral enregistre pendant le 15 septembre son concert à Barcelone pour un DVD live, mis en vente le 28 novembre sous le titre El comienzo del big bang, qui se vendra à 25 000 exemplaires.
En 2006, ils continuent de jouer en Espagne dans des festivals comme le Roscón Rock de Saragosse (janvier), au Teatro Principal de Santiago de Compostela (février), au Festival Solidart en Palma Mallorca (février), et au Larguero en el Palacio de los Deportes de Madrid (mai), au Festival Valladolid Latino en Valladolid (mai), au Teatro Auditorio de Roquetas de Mar (juin). Toujours en 2006, El Universo Sobre Mí est utilisée pour les 50 ans de Televisión Española. En décembre 2006, Amaral lance une édition spéciale de sa discographie incluant Amaral, Una pequeña parte del mundo, Estrella de mar, Pájaros en la cabeza et le DVD El comienzo del big bang, sous le titre Caja Especial Navidad. Il compte 50 000 exemplaires écoulés.
Pájaros en la cabeza est l'album le mieux vendu en Espagne en 2005, d'après la SGAE. Il compte plus de 900 000 exemplaires vendus à l'international, dont 700 000 exemplaires en Espagne et compte cinq singles : El universo sobre mí, Días de verano, Marta, Sebas, Guille y los demás, Resurrección, et Revolución.

### Gato negro ◆ Dragón rojo(2008–2010)

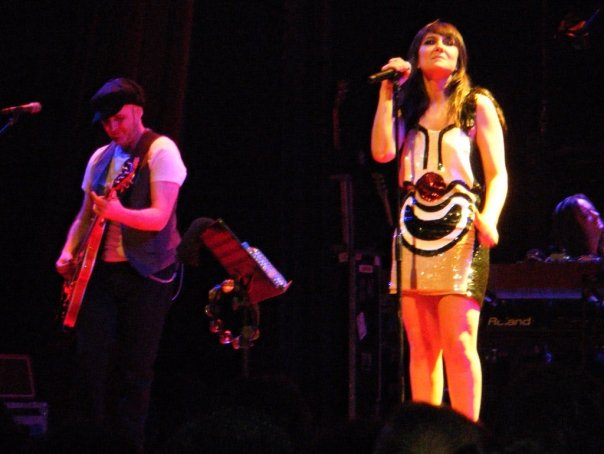
Amaral en concert en 2009.

Eva et Juan jouent une version 2008 de la chanson A Hard Rain's a-Gonna Fall de Bob Dylan, pour leur tournée à l'Expo Zaragoza 2008. Cette version s'intitule Llegará la tormenta. Le 27 mai 2008 sort leur cinquième album studio, Gato negro ◆ Dragón rojo. Il s'agit d'un double-album de 19 chansons et de quatre singles : Kamikaze, Tarde de domingo rara, Perdóname et El Blues de la Generación Perdida. John chante sur cet album sur la chanson Es sólo una canción. Le 27 juin, ils participent à un concert de charité organisé par la Fondation 46664, à Hyde Park, à Londres, où Amaral partage l'affiche avec des groupes et artistes comme Simple Minds, Annie Lennox, Queen + Paul Rodgers, Sugababes, Razorlight, Amy Winehouse et Zucchero Fornaciari.
La tournée Gato negro ◆ Dragón rojo commence à Saragosse en juin 2008 et prend fin à Valence en décembre 2008. Ils étaient accompagnés d'un nouveau groupe, composé d'Octavio Vinck (guitare acoustique), Coki Giménez (batterie), Zulaima Boheto (violoncelle), Iván González (basse), et Quique Mavilla (claviers),. Ils participent de nouveau à Los 40 Principales en décembre 2008 pour le dixième anniversaire de 40TV et enregistrent un EP intitulé Granada pour les dix ans de la revue EFE EME. Le CD en format numérique contient quatre titres inédits et exclusifs de chansons d'Amaral reprises par quatre groupes grenadiens : 091, Lagartija Nick, Los Planetas, et Lori Meyers. 
En 2009, ils tournent dès mars au Palau de la Música de Barcelone, un concert qui se fait au Festival de la Guitarra de la Ciudad Condal. En juin 2009, ils participent à l'album hommage de Miguel Ríos, Bienvenidos, avec la chanson Al Sur de Granada. Ils participent aussi au concert MTV Murcia Night de MTV España devant plus de 35 000 spectateurs. La tournée Gato negro♦Dragón rojo se termine en octobre 2009 au Teatro Circo Price de Madrid.
Le 22 septembre 2009, pour terminer la période Gato Negro♦Dragón Rojo, un double CD+DVD/Blu-Ray, intitulé La barrera del sonido (plus de 30 000 exemplaires vendus) contenant le concert enregistré au Palacio de los Deportes à Madrid en octobre 2008, est publié. La barrera del sonido remporte le Premio de la música dans la catégorie de « meilleure production audiovisuelle », réalisée par Fernando Olmo, de Canal +  José Mª Rosillo remporte le Premio de la música dans la catégorie de « meilleur technicien-son » pour La barrera del sonido
En juillet 2010, Gato negro♦Dragón rojo est certifié double disque de platine pour 200 000 exemplaires vendus. Rien qu'en 2008, il en comptait 111 000 exemplaires vendus. L'album entre directement à la première place de la liste officielle des albums les mieux vendus en Espagne. Grâce à Gato Negro♦Dragón Rojo, le groupe remporte le Premio de la música dans la catégorie de « meilleur album » en 2009. Le 27 octobre 2010, le ministre de la culture espagnol attribue à Amaral le II Premio Nacional de las Músicas Actuales 2010 pour sa « contribution et son innovation musicale dans la culture espagnole ». Ce prix s'accompagne d'une somme de 30 000 €.

### Hacia lo salvaje(2011–2014)

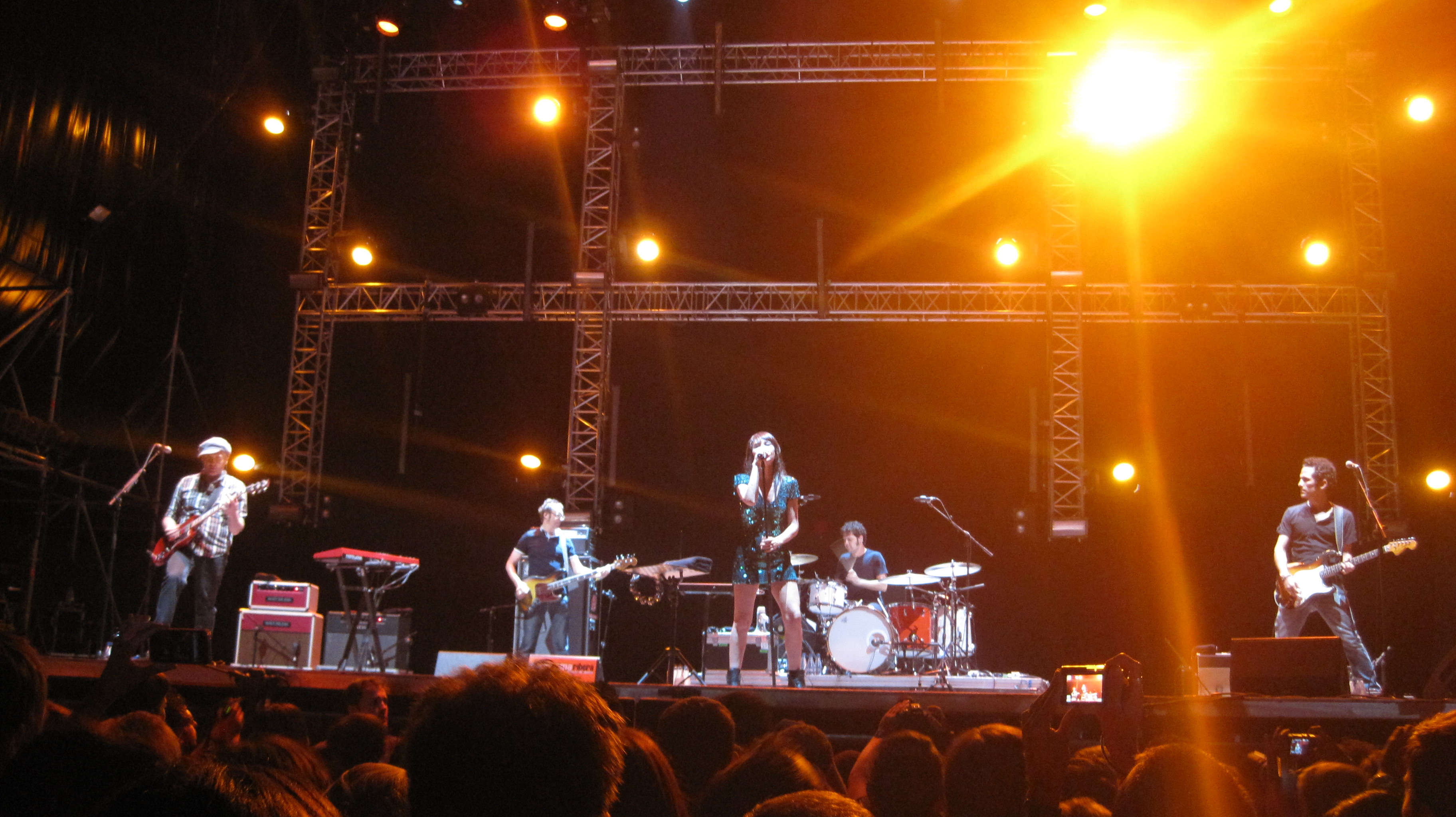
Amaral au Sonorama Ribera de 2011, à Aranda de Duero.

Le duo annonce se retirer des concerts pendant le week-end pour travailler sur ses chansons. Leur futur album, tel qu'ils l'annoncent sera « plus électrique ». Ils déclarent également dans la revue EFE EME assumer un nouveau genre musical pour leur prochain album. Entre 2010 et 2011, ils jouent de nouvelles chansons lors de concerts acoustiques : Hacia lo salvaje,,, Como un martillo en la pared,, Cuando suba la marea,,, Si las calles pudieran hablar, Juguetes rotos,, La ciudad maldita, et Esperando un resplandor,.
Finalement, leur nouvel album, intitulé Hacia lo salvaje, est publié le 27 septembre 2011. Les 12 chansons comprennent la participation exclusive d'Eva Amaral, Juan Aguirre, Toni Toledo, et Chris Taylor. Il est produit par Juan de Dios Martín (Deluxe), Eva Amaral, et Juan Aguirre. Les programmations sont faites par Antonio Escobar. Le mix et le mastering sont effectués à New York par Michael Brauer et Greg Calbi. 
En juillet 2011 ils annoncent le premier single de l'album, Hacia lo salvaje, pour le 8 août. Il se classe premier des ventes sur iTunes. L'album atteint directement la première place des albums vendus en Espagne, puis est certifié disque d'or puis disque de platine (40 000 exemplaires) sept semaines après sa sortie.
Ils confirment également la sortie des douze chansons en version acoustique. Après la tournée en soutien à Hacia lo salvaje, le groupe commence un nouvel album prévu pour 2013.

### NocturnaletNocturnal Solar Sessions(depuis 2015)
Le groupe publie finalement son nouvel album en octobre 2015. Il comprend la chanson Ratonera publiée aussi comme single en octobre. 
En 2017, ils publient leur nouvel album, Nocturnal Solar Sessions.

### Casa de Papel (2020)
La chanson Cuando Suba La Marea subit un véritable succès 9 ans après sa création grâce à son utilisation dans une célèbre scène de la partie 4 de la série Casa de Papel diffusée sur Netflix.
En 2021, le ministère de l'Éducation, de la Culture et des Sports espagnol remet au groupe la médaille d'or du mérite des beaux-arts.

## Discographie

### Albums studio
- 1998 : Amaral
- 2000 : Una pequeña parte del mundo
- 2002 : Estrella de mar
- 2005 : Pájaros en la cabeza
- 2008 : Gato negro, Dragón rojo
- 2011 : Hacia lo salvaje
- 2015 : Nocturnal
- 2017 : Nocturnal Solar Sessions

### Compilation
- 2012 : 1998-2008

### EP
- 2009 : Granada

### Albums live et DVD
- 2005 : El comienzo del Big Bang
- 2009 : La barrera del sonido

### Édition spéciale
- 2006 : Caja Especial Navidad